# Un vrai papa Noël

Un vrai papa Noël est un téléfilm de Noël français réalisé par José Pinheiro et diffusé pour la première fois le 8 décembre 2008 sur TF1.

## Synopsis
Julien vit seul avec sa mère. Pendant la période des fêtes de Noël, alors qu'il se promène dans les rues avec sa mère, Manu, un homme déguisé en Père Noël, l'interpelle pour prendre une photo avec lui. Sur ses genoux, le petit garçon lui explique ce qu'il voudrait pour Noël : avoir un père. Manu lui donne sa parole : il essayera d'exaucer son vœu.

## Fiche technique
- Scénario : Jean-Marie Bigard et Michel Léviant
- Musique : Renaud Barbier
- Directeur de la photographie : Aleksander Kaufmann
- Montage : Marion Dartigues
- Création des décors : Valérie-Elder Fontaine
- Création des costumes : Mahadevi Apavou
- Société de distribution : TF1
- Pays :  France
- Durée : 95 minutes
- Date de diffusion en France : 8 décembre 2008

## Distribution
- Jean-Marie Bigard : Manu
- Alexandra Vandernoot : Clémentine
- Benjamin Hutin : Julien
- Franck Pitiot : Antoine
- Sophie Mounicot : Brigitte
- Christian Bujeau : Landrieu
- Philippe Laudenbach : Grand-père
- Évelyne Dandry : Grand-mère
- François Bureloup et Samantha Benoît : Flics
- Stéphane De Groodt : Roger
- Jean-François Pastout : Gérant grand magasin
- Hélène Schwaller : Madame Windecker
- Silvie Laguna : La caissière
- Solange Milhaud : Madame Rodriguez
- Rémi Arnoult : Fabrice
- Eric Coustaud : Chef bureau
- Bruno Le Millin : Chef brigadier
- Fabien Cimetière
- Yann Lerat : Le gendarme